# 1569
1569 (MDLXIX) je bilo navadno leto, ki se je po julijanskem koledarju začelo na soboto.

## Dogodki
- 4. julij – sklenjena Lublinska unija o združitvi Poljske krone in Velike litovske kneževine v Republiko obeh narodov.